# Michael Park (attore)
Michael Frank Park (Canandaigua, 20 luglio 1968) è un attore statunitense.

## Biografia
Park è nato a Canandaigua, ma ha trascorso il resto della sua infanzia a Pittsburgh. Successivamente, ha frequentato il Nazareth College di Rochester.
Nel 1994, ha preso parte al musical, Hello Again, tenutosi al Lincoln Center Theater di New York. Nello stesso anno si è esibito in Shenandoah e in Good News. Dopo aver interpretato Billy Bigelow, nel 1994 in Carousel, nel 1995 ha fatto il suo debutto a Broadway in Smokey Joe's Cafe. Dal 1997 al 2010, ha interpretato Jack Snyder, nella soap opera Così gira il mondo. Per questo ruolo, Park è stato candidato 5 volte ai Daytime Emmy Awards, vincendo nel 2010 e nel 2011, come miglior attore protagonista in una serie drammatica. Nel 2011, ha interpretato Bert Bratt nel musical, How to Succeed in Business Without Really Trying, esibendosi a fianco di Daniel Radcliffe e John Larroquette.
Nel 2012, ha recitato in un episodio di The Good Wife e nel thriller Supercapitalist. Nel 2013, ha interpretato Baron Elberfeld, nello speciale televisivo della NBC con Carrie Underwood, The Sound of Music Live!. Nel 2014, ha recitato in 3 episodi di House of Cards - Gli intrighi del potere.
Nel 2015, ha interpretato Larry Murphy nella première del musical teatrale Dear Evan Hansen, tenutosi Washington. Per Dear Evan Hansen, ha vinto nel 2018 un Grammy. Nel 2019, ha interpretato Tom Holloway, datore di lavoro di Nancy Wheeler e Jonathan Byers, nella terza stagione di Stranger Things.
Nel 2022, ha impersonato Philip Abshire nella serie TV di HBO con Cara Buono, Un amore senza tempo - The Time Traveler's Wife.

## Vita privata
Il 6 gennaio 1996 ha sposato Laurie Nowak, da cui ha avuto tre figli.

## Filmografia

### Cinema
- 13 Bourbon St., regia di Duwayne Dunham (1997)
- Supercapitalist, regia di Simon Yin (2012)
- Freak Show, regia di Trudie Styler (2017)
- She Came from the Woods, regia di Erik Bloomquist (2022)

### Televisione
- Così gira il mondo (As the world Turns) - serie TV, 1024 episodi (1997-2010)
- The Good Wife - serie TV, episodio 3x21 (2012)
- The Sound of Music Live!, regia di Rob Ashford e Beth McCarthy-Miller - speciale TV (2013)
- House of Cards - Gli intrighi del potere (House of Cards) - serie TV, 3 episodi (2014)
- Chicago P.D. - serie TV, 3 episodi (2014)
- Peter Pan Live!, regia di Rob Ashford e Glenn Weiss - film TV (2014)
- The Blacklist - serie TV, episodio 4x02 (2016)
- Gotham - serie TV, episodio 3x07 (2016)
- Mindhunter - serie TV, 2 episodi (2017)
- Blue Bloods - serie TV, episodio 9x06 (2018)
- You - serie TV, 2 episodi (2018)
- Tales of the City - serie TV, 5 episodi (2019)
- Stranger Things - serie TV, 5 episodi (2019)
- The Family - miniserie TV, 3 episodi (2019)
- Hightown - serie TV, 3 episodi (2020)
- Dash & Lily - serie TV, episodio 1x05 (2020)
- Bull - serie TV, episodio 5x09 (2020)
- FBI - serie TV, episodio 3x09 (2021)
- Un amore senza tempo - The Time Traveler's Wife (The Time Traveler's Wife) - serie TV, 4 episodi (2022)
- Law & Order - I due volti della giustizia (Law & Order) - serie TV, episodio 22x10 (2023)
- Saint X – miniserie TV, 8 episodi (2023)

### Cortometraggi
- Silent Partner, regia di Aristotle Torres (2021)

## Doppiatori italiani
Nelle versioni in italiano delle opere in cui ha recitato, Michael Park è stato doppiato da:
- Stefano Thermes in Tales of the City, Operazione speciale: Lioness, Elsbeth
- Luciano Roffi in Blue Bloods
- Angelo Maggi in Stranger Things
- Pasquale Anselmo in Bull
- Alberto Bognanni in Saint X
- Massimo Bitossi in Law & Order - I due volti della giustizia

## Riconoscimenti
- Daytime Emmy Awards
  - 2001 – Candidatura al miglior attore non protagonista in una serie drammatica per Così gira il mondo
  - 2005 – Candidatura alla miglior coppia per Così gira il mondo
  - 2007 – Candidatura al miglior attore protagonista in una serie drammatica per Così gira il mondo
  - 2010 – Miglior attore protagonista in una serie drammatica per Così gira il mondo
  - 2011 – Miglior attore protagonista in una serie drammatica per Così gira il mondo
- Grammy Award
  - 2018 – Miglior album di un musical teatrale per Dear Evan Hansen